# 黒海艦隊
黒海艦隊（こっかいかんたい、ロシア語:Черноморский флот チョルナモールスキイ・フロート、略称ЧФ）は、ロシア海軍のうち黒海に駐留する艦隊である。
本部はクリミア半島南部のセヴァストポリ海軍基地にあるほか、軍港としてはロシア領ノヴォロシースクも拠点としている。

## 概要
かつてはロシア帝国海軍やソ連海軍の一部であり、クリミア戦争や独ソ戦などを経験した。その中で、黒海艦隊は戦艦や巡洋艦、攻撃型潜水艦が配属されるなど主力艦隊の一翼を担っていた。ロシア帝国時代から黒海艦隊の兵員は多くがウクライナ人で占められており、1917年の時点で構成員の80 %を占めていた。そのため、ロシア革命後には黒海艦隊は長らく反ロシア共産党派についた。しかし、1965年から段階的にその割合は減ぜられ、ロシア人の割合が上昇した。
冷戦期には、黒海から地中海へ艦艇を継続的に進出させて、アメリカ海軍やイギリス海軍と対峙していた。米英海軍艦艇との接触事故も何度か発生している。北大西洋条約機構（NATO）軍との戦争が勃発した場合はブルガリア海軍及びルーマニア海軍と協力してボスポラス海峡からマルマラ海、ダーダネルス海峡を制圧して黒海から地中海方面への交通路を確保する事が任務となっていた為、ロシア海軍歩兵や、爆撃機や攻撃機を含む海軍航空隊を保有している。
ソビエト連邦の崩壊の過程で、主要基地であったセヴァストポリ海軍基地の所在地であるクリミア半島がウクライナ領になったことから艦隊の帰属が宙に浮くことになった。長らく二国間で協議が進められた結果、艦隊の分割と基地の使用権に関する協定が結ばれた。この協定により、ロシア海軍は2017年（後の2010年に結ばれたハリコフ合意により2025年まで延長）までセヴァストポリに駐留することが認められた。
なお、ウクライナ海軍が引き取った大型艦艇の多くは、後に天然ガスの代金の未納分で相殺する形でロシア船籍となっている。
2004年にウクライナでオレンジ革命と呼ばれる政変が起こり、ヴィクトル・ユシチェンコ政権が成立した。同政権はNATO加盟を目指すなど親西側路線を掲げる一方、ロシアに対しては2017年までに黒海艦隊を撤退させるよう要求した。しかし2010年の選挙で親露派と目されるヴィクトル・ヤヌコーヴィチ政権が成立したことにより、黒海艦隊の駐留期限をさらに25年延長する協定が結ばれた。これにより、黒海艦隊は少なくとも2042年まではセヴァストポリを母港とすることが可能となったが、そのヤヌコーヴィチ政権が崩壊した2014年にロシアはクリミア半島全域を支配下に置き、編入を宣言した。
2010年頃の黒海艦隊にとって最大の問題は艦艇の老朽化であった。旧式艦が多数在籍しており、約40隻の在籍艦艇中、稼動状態にあるものは20隻程度でしかなかった。しかも、黒海はジョージアに面しており、2008年8月のロシアによるジョージア介入のような武力紛争が再び発生した場合には黒海艦隊が海上優勢の確保や輸送を担わなければならない。
このため、ロシア海軍は2020年頃までに黒海艦隊の近代化を重点的に進めることを計画し、6隻の11356M型フリゲート、6隻の636型（キロ級）通常動力型潜水艦、大型のイワン・グレン級揚陸艦2隻を含む新艦艇20隻を配備する予定であった。2022年時点、準同型艦のタルワー級を取得していたインド海軍が11356M型2隻を取得することになったため同フリゲートの取得予定は4隻に減少した。またイワン・グレン級については北方艦隊配備が優先され実現していない。
2022年ロシアのウクライナ侵攻では投入されたロシア海上戦力の主力を担っているが、反撃も受けて喪失艦艇が生じているほか、本部もウクライナの攻撃目標となっている（後述）。

## 歴史
ロシア帝国皇帝のピョートル1世は黒海進出を企図して海軍を創設。ロシア帝国は以後、黒海周辺を支配していたオスマン帝国と数次にわたる露土戦争を戦い、オスマン帝国海軍との間に多くの海戦を行う。艦船は、次第に近代化される。
クリミア戦争後のパリ条約 (1856年)によって黒海での艦隊の保有が一時禁じられたが、1871年には条約改定で再軍備が認められ、艦隊が再建される。ただしボスポラス海峡とダーダネルス海峡の艦艇の通行は禁止された。
1904年、日露戦争勃発。黒海艦隊の出動も検討されるがイギリスなどの圧力により断念し、商船に偽装した仮装巡洋艦数隻の出動にとどまる。
ロシア第一革命（1905年）では、戦艦ポチョムキン＝タヴリーチェスキー公上での水兵の反乱である戦艦ポチョムキンの反乱や防護巡洋艦オチャーコフ上での巡洋艦オチャーコフの反乱、セヴァストーポリの蜂起が発生したが、全て鎮圧された。
1914年に勃発した第一次世界大戦では、ドイツ帝国海軍やオスマン帝国海軍との間に幾度かの大規模海戦を行う。しかし、このとき黒海方面に配備されていたのは旧式艦が主で、ロシア帝国海軍の主力はバルト海方面にあった。
大戦中の1917年3月に二月革命が起き、黒海艦隊は臨時政府の所属となる。しかし、臨時政府は十月革命とその後の紛争に敗れ壊滅し、臨時政府黒海艦隊の一部はウクライナ人民共和国軍黒海艦隊となる。また、一部は赤軍黒海艦隊となる。残る一部は白軍が掌握した。
1918年のブレスト＝リトフスク条約により中央同盟国と連合したウクライナ人民共和国が赤軍を一蹴してクリミア半島全土を掌握すると、黒海艦隊の多くはウクライナ人民共和国に接収される。一部は、ノヴォロシースクに逃れて赤軍に編入される。4月にヘーチマンの政変によりウクライナ国が成立すると、ウクライナ国海軍を構成する。これが、ウクライナの黒海艦隊の全盛期となる。ウクライナ国黒海艦隊はウクライナ独立の象徴となる一方、ドイツ帝国海軍黒海艦隊としての任務も担う。12月のドイツの降伏によりウクライナ国は崩壊しクリミア半島は白軍に掌握され、ウクライナの黒海艦隊は白軍に接収される。
1919年、クリミア半島で組織された白軍合同組織南ロシア軍に参加。1920年、南ロシア軍組織の改変により、ロシア軍黒海艦隊となる。11月には多くの艦船が国外脱出する。12月にはチュニジアでフランス政府によって艦船が差し押さえられ、ロシア軍黒海艦隊主力は消滅する。ロシア国内に残された艦艇は、多くが脱出に際し破壊された状態となる。一部の艦艇が労農赤軍によって修復される。1935年、ソビエト連邦政府により正式に黒海艦隊と命名される。
1941年に勃発した独ソ戦において、黒海艦隊は、黒海とその北岸でナチス・ドイツを主力とする枢軸国軍と激しい戦いを展開した。
1991年、ソ連崩壊により帰属が宙に浮く。翌1992年にクリミア共和国が独立を宣言するが、のちクリミアはウクライナ領の自治共和国となった。1997年にはロシアとウクライナ間で艦隊を分割した上で、ウクライナはロシアに対し20年間の基地使用権を与える協定が結ばれる。2005年のロシア・ウクライナガス紛争に絡み、ロシア艦隊の基地使用権が問題となる。
2008年8月、南オセチア紛争において、グルジア（現ジョージア）の分離勢力を支援するロシアは黒海艦隊をアブハジア沿岸に進出させた。グルジア海軍の4隻のミサイル艇及び哨戒艇と遭遇して交戦し、小型ロケット艦ミラージュが対艦ミサイルによりグルジア艇1隻を撃沈した（アブハジア沖海戦）。
2010年、ロシア＝ウクライナ間のハリコフ合意により、2014年を期限とする艦隊の駐留期限が2025年まで延長。ロシアからウクライナに向けた天然ガス代金の優遇措置が条件として合意されたもの。
2014年ウクライナ騒乱に対して、ロシアは黒海艦隊の海軍歩兵を含めて軍事介入を行ってクリミアを制圧。半島内のウクライナ軍に対して降伏勧告と最後通牒を発した。ロシアによるクリミアの併合後、クリミアは黒海艦隊を含むロシア連邦軍の策源地となった
2015年5月に地中海へ進出して、中国人民解放軍海軍との初の合同軍事演習を実施した。

### 2022年ロシアのウクライナ侵攻
2022年2月24日、ロシアはウクライナへの全面攻撃を開始。黒海艦隊はウクライナに対する海上封鎖とウクライナ領へのミサイル攻撃や艦砲射撃、水陸両用作戦を実施した。
これに対してウクライナ軍も反撃。3月24日、タピール級揚陸艦オルスク（後に同型艦のサラトフと判明）は、ロシアが占領したベルジャーンシク港で、ウクライナの攻撃によって破壊されたと報告された。
4月13日-14日、黒海艦隊旗艦であるミサイル巡洋艦「モスクワ」が、ウクライナ軍のネプチューンおよびバイラクタル TB2の攻撃によりネプチューンが2発被弾、弾薬庫の誘爆等により撃沈。この責任を問われ、黒海艦隊司令官のイゴール・オシポフ（大将）が解任・逮捕されたことが報じられている。オシボフは「ウクライナまたは黒海を通るその領土を含む、ロシア艦隊の海上作戦に責任があり、黒海での航行を制限する責任もある」ことから、EU、英国、カナダなどの経済制裁を課された。また、同年2月24日～8月10日まで「ウクライナの人口密集地域に対して、黒海から組織的なミサイル攻撃を実行する命令を下した」ため、ウクライナで不在起訴された。
ビクトル・ソコロフ中将が代わって司令官に就任したことを、8月17日にロシア通信が伝えた。
8月9日に起きたサキ航空基地の爆発では黒海艦隊の航空部隊が損害を受けたとロイター通信が伝えたほか、8月20日には黒海艦隊本部で爆発が起き、タス通信は撃墜されたウクライナのドローンが屋根に衝突したというロシア側の見解を報じた。セヴァストポリがウクライナ軍の攻撃圏内に入ったことから、潜水艦の一部がノヴォロシースクへ移動したとイギリス国防省は発表している。さらに2023年9月13日には、巡航ミサイルやドローンがロシア海軍の艦船修理工場に着弾。艦艇が損傷する被害を受けたほか。同年9月20日には、艦隊司令部がドローンによる攻撃を受けた。
2023年まで南部軍管区に属していたが、その後各艦隊は海軍総司令官の指揮下とされた。また黒海艦隊の沿岸防衛部隊に属していた第22軍団（シンフェロポリ）に基づいて第18諸兵科連合軍が2023年8月再編された。
2024年に入りロシア軍全体としては優勢に展開するも、黒海艦隊は1月にタランタルIII型ミサイル艇R-334イワノヴェツ、2月にロプーチャI型揚陸艦ツェーザリ・クニコフ、3月にはプロジェクト22160哨戒艦セルゲイ・コトフを相次いで喪失した。これを受けて、2024年3月に海軍総司令官のニコライ・エフメノフが辞任し、後任に北方艦隊のアレクサンドル・モイセエフ司令官が就任した。2024年4月2日にショイグ国防相は、黒海艦隊の司令官にセルゲイ・ピンチュクが任命されたと発表した。

#### 黒海艦隊が従事した戦闘
- ズミイヌイ島攻撃
- マリウポリの戦い (2022年)
- ベルジャーンシクの戦い

## 編制

### 艦艇部隊
艦級は運用側呼称ではなく慣用による。
- 黒海艦隊旗艦：アドミラル・グリゴロヴィチ級フリゲート：アドミラル・マカロフ[21]
- 第30水上艦艇師団：セヴァストポリ
  - 第11対潜艦旅団：セベルナヤ湾/セヴァストポリ
    - アドミラル・グリゴロヴィチ級フリゲート[22]：アドミラル・マカロフ、アドミラル・グリゴロヴィチ、アドミラル・エッセン
    - クリヴァクI型フリゲート：ラードヌイ
    - クリヴァクII型フリゲート：プイトリーヴイ

  - 第197揚陸艦旅団：セベルナヤ湾/セヴァストポリ
    - ロプーチャI型揚陸艦：ノヴォチェルカッスク、ヤーマル
    - ロプーチャII型揚陸艦：アゾフ
    - タピール級揚陸艦：ニコライ・フィリチェンコフ、オルスク
- 第4潜水艦旅団：ノヴォロシスク
  - キロ型潜水艦：B-871アルローサ
  - 改キロ型潜水艦[23]：B-261ノヴォロシスク、B-237ロストフ・ナ・ドヌー、B-262スターリー・オスコル、B-265クラスノダール、B-268ヴェリキー・ノヴゴロド、B-271コルピノ
- 第41ミサイル艦旅団：セヴァストポリ
  - 第166ノヴォロシスク小型ミサイル艦大隊：セベルナヤ湾/セバストポリ
    - ダーガチ型SES型ミサイルコルベット：ボラ、サムーム
    - ナヌチュカIII型ミサイルコルベット：シュティーリ、ミラージィ
    - 改ブヤン型ミサイルコルベット：ゼレニ・ドニ、セルプホフ

  - 第295スリンスク・ミサイル艇大隊：カランティンナ湾/セバストポリ
    - タランタルII型ミサイル艇：R-71
    - タランタルIII型ミサイル艇：R-60ブルヤ、R-109、R-239グロザ
- 第68水域警備艦旅団：セヴァストポリ
  - 第400対潜艦大隊：セベルナヤ湾/セヴァストポリ
    - グリシャIII型対潜コルベット：アレクサンドロヴェツ
    - グリシャV型対潜コルベット：スズダレツ、ムロメツ、ポヴォリノ
    - ムーハ型水中翼型魚雷艇：ウラジミレツ

  - 第418掃海艇大隊：ユジナヤ湾/セヴァストポリ
    - ナーチャI型航洋掃海艇：トゥルビニスト、イワン・ゴルヴェツ、コヴロヴェツ、ヴィツェアドミラル・ジューコフ
- 第184水域警備艦旅団：ノヴォロシスク
  - 第181対潜艦大隊：ノヴォロシスク
    - グリシャV型対潜コルベット：カシモフ、エイスク

  - 第170掃海艇大隊：ノヴォロシスク
    - ゴーリャ型航洋掃海艇：ジェレズニャコフ
    - 改ナーチャI型航洋掃海艇：ヴァレンティン・ピクリ
    - 02668型航洋掃海艇：ヴィツェアドミラル・ザハリン
    - ソーリャ型沿岸掃海艇：ミネラルニー・ヴォデイ、レイテナント・イリイン
- 第183支援・捜索・救難大隊：セヴァストポリ
  - ヌイリャトII型水中作業母船：VM-86、VM-108
  - ポザールヌイ型消防船：PZHK-58
  - 23370型港内作業艇：SMK-2094
  - オフテンスキー型航洋曳船：SB-4
  - 23040型水中作業母船：RVK-764、RVK-762、RVK-767、RVK-771、RVK-1045
  - サルベージ重量物運搬船：コムーナ
  - ミハイル・ルドニスキー級救難艦：サヤニイ
  - SK-620型交通船：PSK-1321
- 第519独立偵察艦大隊：セヴァストポリ
  - ヴィシュニヤ型情報収集艦：プリアゾヴェ
  - モマ型情報収集艦：エクヴァトル、キルディン、リマン
- 第9海洋保障船舶旅団：セヴァストポリ
  - 1606型曳船：BUK-645
  - ボリス・チリキン級補給艦：イワン・ブブノフ
  - ラマ型ミサイル弾薬補給艦：ジェネラル・リャビコフ
  - 貨物船：ドヴィニツァ50、ヴォログダ50
  - 03180型油槽船：VTN-73
  - オビ級病院船：エニセイ
  - シェロンII型通信船：KSV-2155、KSV-67

### 海軍航空隊
- 第43独立海軍攻撃機航空連隊：サーキ飛行場。Su-24、Su-30SM装備。
- 第25独立艦載対潜ヘリ連隊：カチャ飛行場
- 第917独立混成航空連隊：カチャ飛行場。An-12、An-26、An-2、Be-12装備。

### 海軍歩兵・沿岸防衛部隊
- 第810独立親衛海軍歩兵旅団：セヴァストポリ
- 第382独立海軍歩兵大隊：テムリュク
- 第11沿岸ミサイル・砲兵旅団：アナパ
- 第219独立電波電子戦連隊：オトラドノエ
- 第102独立対水中破壊工作大隊：セヴァストポリ
- 第431海上偵察所（軍部隊51212、海軍スペツナズ）：トゥアプセ

## 主要根拠地
発足以来、黒海艦隊は長年にわたりセヴァストポリを根拠地としてきたが、ソ連崩壊以降は1997年のロシア-ウクライナ間協定により同地の使用権を期限付きで得ているものの、ウクライナの政治情勢により使用権・協定更新などの扱いが変動し、また艦艇・装備の更新も認められていないなど不安定な状態に置かれてきた。一方、ロシア領内のノヴォロシースクにも海軍基地は設置されていたものの規模が小さく、大規模な部隊の配置には不適であった。
このような情勢に対処するため、2000年代以降ロシア海軍はノヴォロシースクの基地を拡張して黒海艦隊の主力をこちらに移すこととし、2005年からノヴォロシースク海軍基地の拡張作業が開始された。この拡張計画により、それまでノヴォロシースク港の海軍埠頭には艦船数隻程度の接岸が可能であるに過ぎなかったところを、2010年までに複数の埠頭を整備し、2020年までに航空基地などの附属施設も整備することとしていた。その後、黒海艦隊への新造艦配備計画に関連して、これら新造艦をロシア-ウクライナ間協定に縛られないノヴォロシースク基地に配備して運用するため、拡張計画の規模は更に拡大され、2014年までに新造艦の配備・運用に必要な施設を整備することとなっていた。しかしながら、2014年のロシアによるクリミア半島編入により、ロシアはセヴァストポリを安定して使用できる状況が生じたが、ウクライナはクリミアを含めた被占領地の奪還を掲げ、2022年ロシアのウクライナ侵攻ではクリミア周辺も戦域となっている。
国外ではシリアの港湾都市ラタキア、タルトゥースを長年補給拠点としており、これらを策源地として2015年にロシア軍がシリア内戦でアサド政権を支援して介入した。黒海艦隊は、トルコの支配下にあるボスポラス・ダーダネルス両海峡というチョークポイントを抱え、両海峡はモントルー条約により軍艦の通過に制約を課せられていることから、その外側にあるシリアの基地は貴重な存在となっている。

## 歴代司令官
| 氏名                           | 階級 | 在任期間       | 出身校                     | 前職                       |
| ------------------------------ | ---- | -------------- | -------------------------- | -------------------------- |
| ウラジーミル・コモエドフ       | 大将 | 1998.7-2002.10 |                            |                            |
| ウラジーミル・マソリン         | 大将 | 2002.10-2005.2 | 黒海高等海軍学校           | カスピ小艦隊司令官         |
| アレクサンドル・タタリノフ     | 大将 | 2005.2-2007.7  | 黒海高等海軍学校           | 黒海艦隊参謀長             |
| アレクサンドル・クレツェコフ   | 中将 | 2007.7-2010.7  |                            | バルト艦隊参謀長           |
| ウラジーミル・コロロフ         | 中将 | 2010.7-2011.6  |                            |                            |
| アレクサンドル・フェドテンコフ | 中将 | 2011.6-2013.4  |                            |                            |
| アレクサンドル・ヴィトコ       | 大将 | 2013.4-2018.5  |                            |                            |
| アレクサンドル・モイセエフ     | 中将 | 2018.5-2019.5  | 無線電子高等海軍学校       | ロシア連邦軍副参謀長       |
| イゴール・オシポフ             | 大将 | 2019.5-2022.8  | 潜水艦高等海軍学校         | ロシア連邦軍副参謀長       |
| ビクトル・ソコロフ             | 大将 | 2022.8-2024.4  | レニングラード高等海軍学校 | クズネツォフ海軍兵学校校長 |
| セルゲイ・ピンチュク           | 中将 | 2024.4-        | 黒海高等海軍学校           | 黒海艦隊副司令官           |